# 杨大峥
杨大峥（1931年2月20日—2015年2月9日），男，江西南昌人，中华人民共和国政治人物。

## 生平
毕业于北京医学院公共卫生系，后留供职于天津市传染病医院。1986年6月，任传染病医院副院长。1989年4月，任天津市卫生局副局长。1997年4月，当选民革天津市委会主委，1998年5月，当选政协天津市第十届委员会副主席。2015年2月9日去世。